# Slađan Stojković
Slađan Stojković (ur. 23 grudnia 1965 w Aleksinacu) – serbski koszykarz, występujący na pozycji rzucającego obrońcy.
W 1997 roku podpisał umowę z Anwilem Włocławek, następnie jeszcze przed rozpoczęciem rozgrywek doznał kontuzji, która wyeliminowała go z gry na cały sezon. Niedługo potem został oficjalnie zwolniony.

## Osiągnięcia
Drużynowe
- Uczestnik rozgrywek[1]:
  - Pucharu Koracia (1995/96, 1997/98)
  - Pucharu Saporty (1999/2000)
  - Północnoeuropejskiej Ligi Koszykówki (2000/01)
  - FIBA Europe Cup (2003/04)
- Awans z Avalą Ada Belgrad do wyższej klasy rozgrywkowej (2005)[1]

Indywidualne
- Uczestnik meczu gwiazd Polska - Gwiazdy PLK (2000)[2]